# Arthur Cornette
Henri Arthur Marie Cornette  (Brugge, 27 maart 1852 - Antwerpen, 9 maart 1907) was een Vlaams schrijver en vrijmetselaar. Hij was de vader van schrijver en conservator Arthur Hendrik Cornette.

## Levensloop
Na zijn studie aan de hogeschool van Gent, verzorgde Cornette lessen in de Mathesis. In februari 1875 vertrok hij naar Antwerpen om aan de slag te gaan als opsteller van het dagblad De Koophandel. Vier maanden later werd Cornette op 5 juli 1875 beambte bij het stedelijk archief van Antwerpen. Vervolgens werd hij vijf jaar later op 31 december 1880 benoemd tot professor in de Nederlandse taal- en letterkunde. Daarna heeft hij diverse docentschappen bekleed in de wiskunde en letterkunde. Op 27 mei 1888 werd hij benoemd tot lid van de Raad der provincie Antwerpen. Hij overleed begin 1907 op 74-jarige leeftijd.

## Werken
- Iets over de bevolking, Gent (1875)
- Eene Hervorming in ons Onderwijsstelsel, Gent (1876)
- Gewichtige Vraagstukken van den tijd. No. 1. Het Liberalisme, Antwerpen (1877)
- De Vrijmetselarij en hare beschavende Rol in de XIXe eeuw. Openbaringen voor oningewijden, tevens dienstig als handleiding voor ingewijden, door een Vrijmetselaar, Antwerpen (1878)
- Eene Bladzijde uit de Geschiedenis der Wijsbegeerte in de Nederlanden, Gent (1879)
- Darwinisme en Kathedersocialisme, Gent (1880)
- Het Begrip der Wet in de maatschappelijke wetenschap, Gent (1880)
- Een enkel Woord over de laatste pauselijke Encyclica, Gent (1880)
- Op het beeld van Spinoza, Gent (1880)
- Marnix van St. Aldegonde, Gron. (1881)
- E. Littré Antwerpen (1881)
- Geestesontwikkeling en zedelijke Vorming, Grondslagen van een Ontwerp tot hervorming van het middelbaar Onderwijs in België, Gent (1881)
- Rabelais, Gron. (1881)
- Over den tegenwoordigen Toestand der Nederlandsche Taalstudie in België, Gent (1882)
- Philosophische Inleiding voor de Proeve eener Turnvaktaal, Antwerpen (1883)
- Over berijmd Proza in het Midden-Nederlandsch, Antwerpen (1882)
- Een krans op Darwins Graf, Antwerpen (1882)
- De Godsdienst in verband met het hedendaagsche Volksleven, Gron. (1883)
- Over Proza, Antwerpen (1885)

- Biografisch Portaal: 64989754
- Digitale Bibliotheek voor de Nederlandse Letteren: corn013
- International Standard Name Identifier: 0000 0003 9585 887X
- Nederlandse Thesaurus van Auteursnamen: 074551329
- Virtual International Authority File: 212834867
- WorldCat: E39PBJcWv4t9TmQPDGqhHkJCcP